# Antheraea diehli
Antheraea diehli är en fjärilsart som beskrevs av Lemaire 1979. Antheraea diehli ingår i släktet Antheraea och familjen påfågelsspinnare. Inga underarter finns listade i Catalogue of Life.